# Bistum Ostia
Das Bistum Ostia (lateinisch Dioecesis Ostiensis) ist ein suburbikarisches Bistum und gehört als solches der Kirchenprovinz Rom an.
Das Bistum wurde im 3. Jahrhundert begründet. 1150 wurde es mit dem Bistum Velletri zur Dioecesis Ostiensis-Veliterna vereinigt, 1914 fand jedoch wiederum die Trennung in die ursprünglichen Bistümer statt. Das Amt des Kardinalbischofs von Ostia ist verbunden mit dem des Dekans des Kardinalskollegiums. Das Bistum Ostia wird seit Pius XII. vom Kardinalvikar als Apostolischem Administrator (derzeit Baldassare Reina) mitverwaltet.
Ab dem 17. Juli 2012 wurden die Grenzen zwischen der Diözese Ostia und der Diözese Rom aufgrund des Dekrets Quo aptius christifidelium der Kongregation für die Bischöfe geändert. Nach dieser Entscheidung umfasst die Diözese Ostia, mit ihren 31 km² die kleinste in Italien, einen Teil der Gebiete Ostia Antica und Casal Palocco in der Gemeinde Rom, liegt zwischen dem Tiber und der Via Cristoforo Colombo und wird von der Strada statale 8 Via del Mare durchquert. Aktuell hat die Diözese zwei Pfarreien, die Dompfarrei und die Pfarrei Sant’ Agostino Vescovo, die im August 2012 gegründet wurde.

## Geschichte
Die Diözese Ostia ist eine der ältesten in Italien und wurde bereits im 3. Jahrhundert urkundlich erwähnt. Das Martyrologium Hieronymianum dokumentiert die Anwesenheit verschiedener Heiliger und Märtyrer Ostias, darunter des Heiligen Asterius, des Heiligen Cyriacus, des mit dem Heiligen Archelaos verbundenen Bischofs, des Heiligen Edistos und vor allem der Heiligen Aurea, von denen laut der Biographie von Papst Sergius I. (687–701) im Liber Pontificalis existierte ihm zu Ehren bereits vor dem 8. Jahrhundert eine Basilika. Diese Heiligen bezeugen die Existenz einer blühenden christlichen Gemeinschaft in Ostia vor dem Konstantinischen Frieden. Es darf nicht vergessen werden, dass die Mutter des Heiligen Augustinus von Hippo, die Heilige Monica, 387 in Ostia starb.
Neben Cyriacus, der in der Martyrologium Hieronymianum erwähnt wird, erwähnt die hagiographische Überlieferung Bischof Maximus I., der am 22. Juli 259 Papst Dionysius nach dem Martyrium von Papst Sixtus II. Zum Bischof von Rom weihte. Nach einer alten Überlieferung, dokumentiert durch den Liber Pontificalis zu Zeit von Papst Markus (336) und des Heiligen Augustinus, hatten die Bischöfe von Ostia das Recht, den neuen Bischof von Rom zu weihen.
Nach Angaben des Liber Pontificalis ließ Kaiser Konstantin I. die primitive Kathedrale von Ostiense erbauen, die den Heiligen Peter, Paul und Johannes geweiht war. Der Kaiser schenkte der Basilika beträchtliche bewegliche und unbewegliche Vermögenswerte, darunter Ländereien in Sabina und im südlichen Latium sowie die nahe gelegene Insel Assis, wahrscheinlich die heutige Heilige Insel, und Balneolum (heute Bagnoletto). Jüngste Untersuchungen deutscher Archäologen, die mithilfe magnetometrischer Prospektion durchgeführt wurden, haben in der V. Region Ostia im Osten eine dreischiffige Basilika aus dem 4. Jahrhundert identifiziert, die der konstantinischen Basilika entsprechen könnte, die Mitte des 7. Jahrhunderts aufgegeben wurde.
Kriege, Epidemien und Überschwemmungen machten im Laufe der Zeit die antike Stadt Ostia unbewohnbar. Sie wurde nach und nach aufgegeben und wurde zu einer Ruine. Mehrere Päpste intervenierten, um das Gebiet zurückzuerobern und es vor Angriffen von außen, insbesondere vor den Sarazenen, zu schützen. Nach der Aussage von Anastasius, ein kurzzeitiger Gegenpapst und Kirchenhistoriker, ließ Papst Gregor IV. (827–844) eine befestigte Zitadelle errichten, die später unter dem Namen Gregoriopoli bekannt wurde und, wenn auch nicht einhellig, mit dem heutigen Dorf Ostia Antica identifiziert wurde.
Im 10. Jahrhundert nahm Bischof Sicone (oder Siccone) an der römischen Synode vom 6. November 963 teil, bei der Papst Johannes XII. abgesetzt wurde, und gehörte zu den Konsekratoren von Leos VIII. Auf der Synode vom 26. Februar 964 wurde Sicone verurteilt, seiner bischöflichen Würde beraubt und von seinem Stuhl abgesetzt. Die erste Hälfte des 11. Jahrhunderts ist geprägt von der Anwesenheit des seligen Gregor, „berühmt für seine Tugenden und Wunder“, der als päpstlicher Legat nach Navarra und Kastilien geschickt wurde.
Zwischen 1060 und 1150 hatten mehrere Kardinalbischöfe von Ostia die Verwaltung des Bischöflichen Stuhles von Velletri übernommen und vielleicht sogar den Titel eines Bischofs angenommen. Unter ihnen sind prominente Persönlichkeiten der Zeit: Petrus Damiani, Gerardo (oder Gherardo), Leo Marsicano. Erwähnenswert ist auch Bischof Alberico die Baauvias (1138–1148), der päpstlicher Legat im Heiligen Land war. Im Jahr 1150 vereinigte Papst Eugen III. den Sitz Ostia endgültig mit der Diözese Velletri. Dies blieb bis zum Beginn des 20. Jahrhunderts so. Nach Angaben des Historikers Chacon (1667) wurde die Vereinigung durch die Tatsache motiviert, dass Ostia nun völlig verlassen war und sich in einem völligen Verfall befand, so dass es nicht einmal mehr eine Kathedrale gab. Obwohl der Titel episcopus Ostiensis et Veliternus auf gleiche Bedeutung hinwies, hatte Ostia keine Kathedrale und kein Kapitel. Die Bischöfe sahen Velletri als ihren Sitz an und hielten dort ihre Synoden ab.
Während der Papst in Avignon residierte waren alle Bischöfe von Ostia Franzosen. Während des Morgenländischen Schismas ernannte jeder Papst auch einen eigenen Bischof von Ostia et Velletri. Ab 1587 wurde der Titel eines Bischofs von Ostia auf Beschluss von Papst Sixtus V. dem Dekan des Kardinalskollegiums übertragen.
Am 9. Mai 1914 erließ Papst Pius X. das Motu Proprio Edita a Nobis. In diesem trennte er die Bistümer Ostia und Velletri und legte fest, dass der Kardinaldekan das Bistum Ostia zusätzlich zu seinem bisherigen Suburbikarisches Bistum übernehmen sollte. Am 22. Mai 1948 wurden mit dem Dekret Perantiquae et illustris der Konsistorialkongregation die Grenzen zur Diözese Rom neu festgelegt. Ostiea erhielt die Pfarreien die Pfarreien Santi Martino und Antonio di Castel di Decima, San Michele arcangelo di Castel Romano, von Santa Maria del Soccorso von Castel Porziano und Regina Pacis von Lido di Ostia. Mit diesen Bestimmungen wurde das Gebiet der Diözese nur auf das mittelalterliche Dorf und das Gebiet rund um die Basilika Sant’Aurea, Sitz des vorstädtischen Titels, begrenzt. Das Quo aptius christifidelium- Dekret von 2012 aktualisierte das Territorium der Diözese weiter und führte zur Errichtung einer zweiten Pfarrei, die Augustinus von Hippo gewidmet war. Mit dem Motu proprio Suburbicariis sedibus legte Papst Johannes XXIII., dass jedes Suburbikarisches Bistum neben dem Kardinalbischof auch einen residierten Bischof erhalten soll. Bisher wurde noch keine solcher ernannt, sondern der jeweilige Kardinalvikar wird jeweils zum Apostolischen Administrator für das Bistum Ostia ernannt. Ihn unterstützt jeweils der Weihbischof in Rom, der für den südlichen Teil der Stadt zuständig ist, als Generalvikar von Ostia. Im Februar 1984 gründete Papst Johannes Paul II. mit der Bulle Si quis das Kanonikerkapitel der Kathedrale von Ostiense, bestehend aus einem Erzpriester und elf Kanonikern, wieder.
Zwölf Kardinalbischöfe von Ostia wurden zum Papst gewählt: Urban II. (1088), Honorius II. (1124), Lucius III. (1181), Gregor IX. (1227), Alexander IV. (1254), Innozenz V. (1276), Benedikt XI. (1303), Innozenz VI. (1352), Julius II. (1503), Paul III. (1534), Paul IV. (1555) und Benedikt XVI. (2005).

## Apostolische Administratoren von Ostia
- Luigi Traglia † (am 18. November 1966 ernannt – am 9. Januar 1968 zurückgetreten)
- Angelo Dell’Acqua, OSC † (am 13. Januar 1968 ernannt – am 27. August 1972 gestorben)
- Ugo Poletti † (am 13. Oktober 1972 ernannt – am 17. Januar 1991 im Ruhestand)
- Camillo Ruini (17. Januar 1991–27. Juni 2008 im Ruhestand)
- Agostino Vallini (27. Juni 2008–26. Mai 2017 im Ruhestand)
- Angelo De Donatis (29. Juni 2017–6. April 2024, Ernennung zum Kardinalgroßpönitentiar)
- Baldassare Reina (seit 6. April 2024)

## Weblinks

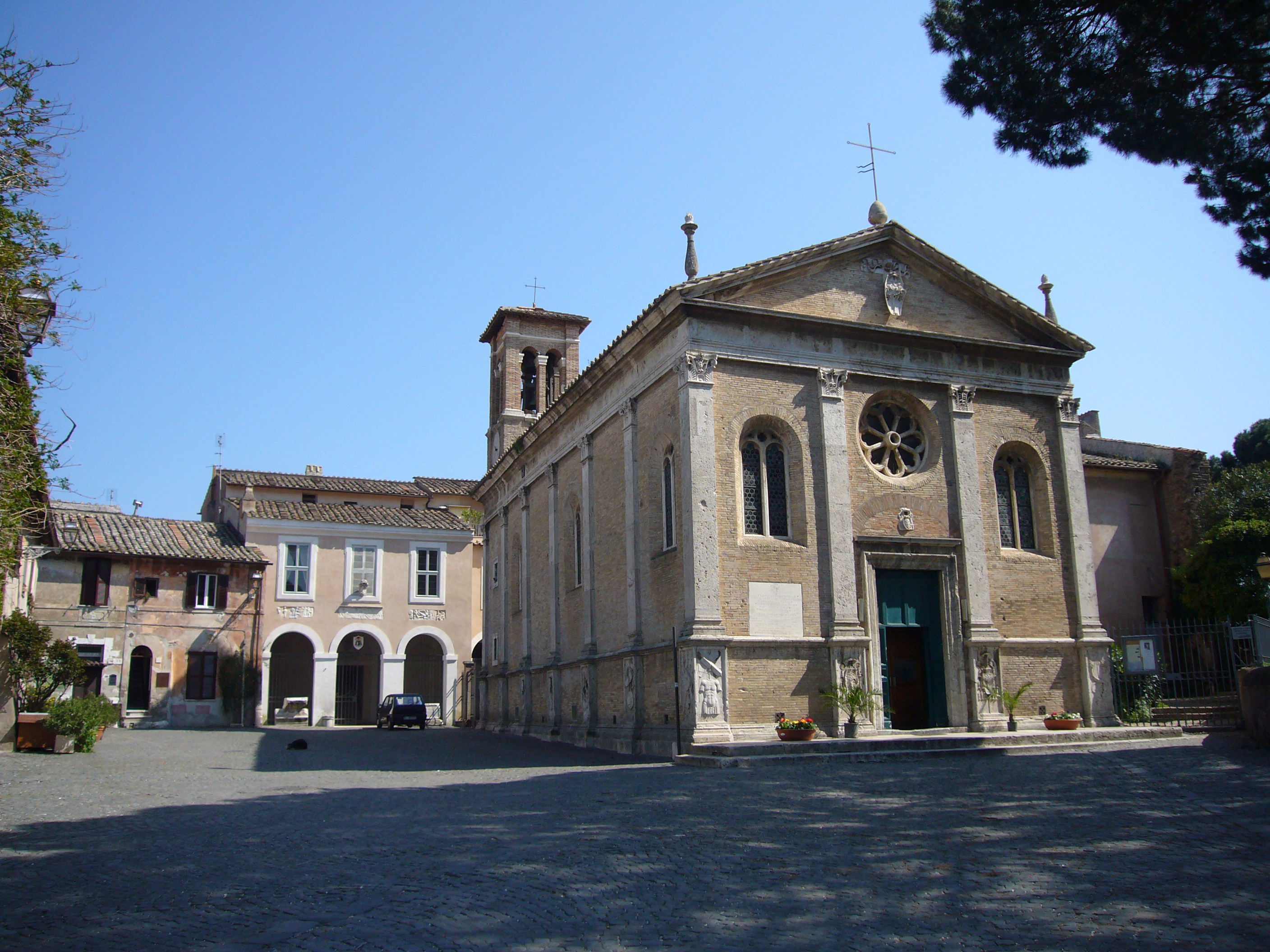
Kathedralkirche Sant’Aurea